# Nelson Soto Martínez
Nelson Andrés Soto Martínez (Barranquilla, 19 de juny de 1994) és un ciclista colombià, professional des del 2016. Del seu palmarès destaca la medalla d'or al Campionat panamericà en ruta de 2017 i 2021.

## Palmarès
- 2016
  - Vencedor d'una etapa de la Volta a Colòmbia sub-23
- 2017
  - 1r als Campionats Panamericans en ruta
  - Vencedor de 3 etapes de la Volta a Colòmbia
- 2018
  - Vencedor d'una etapa a la Volta a la Comunitat de Madrid
- 2020
  - Vencedor de 2 etapes de la Volta a Colòmbia
  - Vencedor d'una etapa de la Volta al Tolima
- 2021
  - 1r als Campionats Panamericans en ruta
  - Vencedor d'una etapa de la Volta a Colòmbia
  - Vencedor d'una etapa de la Volta al Tolima
- 2022
  - Vencedor d'una etapa de la Volta a Colòmbia
  - Vencedor d'una etapa al Clásico RCN
- 2023
  - Vencedor d'una etapa de la Clásica de Rionegro
- 2024
  - Vencedor d'una etapa a la Volta al Táchira

### Resultats a la Volta a Espanya
- 2018. 154è de la classificació general